# Генрієтта Бельгійська
Генріє́тта Марі́я Шарло́тта Антуане́тта Бельгі́йська (фр. Henriette Marie Charlotte Antoinette de Belgique), (нар. 30 листопада 1870 — пом. 29 березня 1948) — бельгійська принцеса з Саксен-Кобург-Готської династії, донька графа Фландрського Філіпа та принцеси Гогенцоллерна-Зігмарінгена Марії Луїзи, дружина герцога Вандомського та Алансонського Філіпа Емануеля. Художниця-ілюстраторка та письменниця.

## Біографія
Генрієтта та її сестра-близнючка Жозефіна народилися 30 листопада 1870 року у Брюсселі другими дітьми в родині графа Фландрського Філіпа, спадкоємця бельгійського престолу, та Марії Луїзи Гогенцоллерн-Зігмарінген. Сестри мали старшого брата Болдуїна. Жозефіна, однак, прожила лише два місяці і померла у січні наступного року. Родина згодом поповнилася ще однією донькою Жозефіною Кароліною та сином Альбертом.
Дитинство провела у люблячому оточенні та турботі батьків. Виросла Генрієтта у Палаці графа Фландрського. Дівчина була високоосвічена та ерудована, полюбляла займатися спортом, у тому числі верховою їздою та полюванням.
З її братів та сестер найбільшу схожість поглядів та інтересів мала із старшим братом Бодуїном. Коли Генрієтта захворіла пневмонією у 1891 році, принц так несамовито молився за неї у каплиці, що простудився сам і за кілька днів помер. Тим не менш, його смерть породила багато чуток, і сама Генрієтта згадує ту, що він загинув на дуелі.
У віці 25 років принцеса взяла шлюб із герцогом де Вандомським Емануелем, молодшим від неї на рік. Весілля відбулося в Брюсселі 12 лютого 1896 року.
Молода пара оселилася у містечку Неї-сюр-Сен. Також вони були присутніми в житті паризького суспільства в роки Прекрасної епохи. У шлюбі народила четверо дітей.
4 березня 1897 року Генрієтта була присутньою на «Благодійному базарі» в Парижі, де загинула її свекруха Софія Баварська. На її похороні познайомилися Єлизавета Баварська та брат Генрієтти, Альберт. За три роки вони повінчалися.
Генрієтта була доброю спортсменкою, і вважається найкращою жінкою-стрільчинею серед дам королівської крові. У 1908 році вона супроводжувала чоловіка до Скелястих гір в Америці, щоб полювати на ведмедів-грізлі.
До початку Першої світової сімейство володіло землями у Бельгії, Франції та Швейцарії, однак після її завершення матеріальне становище погіршилося, і кілька маєтків їм довелося продати.
Популярність подружжя Вандомів турбувало третю республіку у Франції. Неугодна, як і всі члени Орлеанського дому, Генрієтта тим не менш отримала дозвіл оселитися у французькому Люгрені на кордоні із Швейцарією. У 1922 році вона придбала шато де Блоне з видом на Женевське озеро, прикрасила його та розширила. Жила герцогиня просто, у неї збиралося невеличке коло дворян та савойських чиновників. Серед них був віконт Клеман де Моньї, що згодом став відомим як прототип персонажу Роберта де Сен-Лу в романі-епопеї Марселя Пруста «У пошуках утраченого часу». Сама Генрієтта могла стати однією з прототипів маркізи де Вільпарізі.
Герцог Вандомський раптово помер взимку 1931 року в Канні. Під час звичайної простуди у нього зупинилося серце.
В останні роки герцогиня присвятила себе живопису, ілюструючи численні твори у техніці акварелі, які були видані у проміжок між 1928 та 1946 роками.
1947-го з фінансових причин вона була змушена виставити шато в Люгрені на продаж.
У 1948 році Генрієтта Бельгійська була шпиталізована у швейцарську клініку в Сьєрі, де і померла 29 березня у віці 77 років. Похована у родинній усипальниці Орлеанського дому в Дрьо.

## Родина

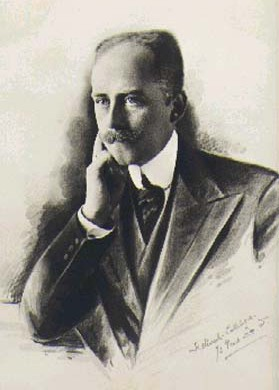
Емануель де Вандом

Чоловік — Філіп Емануель Вандомський
Діти:
- Марія-Луїза (1896—1973) — була двічі одружена, мала єдиного сина від першого шлюбу;
- Софія (1898—1928) — мала інвалідність з дитинства, одружена не була, дітей не залишила;
- Женев'єва (1901—1983) — дружина маркіза Шапоне-Моранс, мала сина та доньку;
- Шарль-Філіп (1905—1970) — герцог Немурський, Вандомський та Алансонський, був одруженим із американкою Маргаритою Ватсон, дітей не мав.